# Pełnomocnik Rządu do Spraw Realizacji Restrukturyzacji Górnictwa Węgla Kamiennego
Pełnomocnik Rządu do Spraw Realizacji Restrukturyzacji Górnictwa Węgla Kamiennego – jednostka organizacyjna Ministerstwa Przemysłu i Handlu istniejąca w latach 1996–1998, powołana w celu zapewnienia realizacji programu rządowego w zakresie węgla kamiennego oraz zapewnienia współdziałania administracji rządowej z władzami samorządu terytorialnego.

## Powołanie Pełnomocnika
Na podstawie rozporządzenia Rady Ministrów z 1996 r. w sprawie ustanowienia Pełnomocnika Rządu do Spraw Realizacji Restrukturyzacji Górnictwa Węgla Kamiennego powołano Pełnomocnika. Ustanowienie pełnomocnika pozostawało w ścisłym związku z ustawą z 1985 r. o zmianach w organizacji oraz zakresie działania niektórych naczelnych i centralnych organów administracji państwowej.
Pełnomocnik działał w strukturze organizacyjnej Ministerstwa Przemysłu i Handlu i podlegał Prezesowi Rady Ministrów.

## Zadania Pełnomocnika
Do zadań Pełnomocnika należało:
- zapewnienie realizacji programu rządowego „Górnictwo węgla kamiennego, polityka państwa i sektora na lata 1996–2000”, w zakresie restrukturyzacji górnictwa węgla kamiennego,
- zapewnienie współdziałania administracji rządowej z władzami samorządu terytorialnego w zakresie wynikającym z programu,
- realizacji przyjętego kontraktu regionalnego dla województwa katowickiego,
- realizacji programu restrukturyzacji województwa wałbrzyskiego.

## Obowiązki Pełnomocnika
Pełnomocnik w uzgodnieniu z Ministrem Przemysłu i Handlu, zobowiązany był przedstawiać informacje o realizacji swoich zadań:
- Komitetowi Ekonomicznemu Rady Ministrów – kwartalnie,
- Komitetowi Społeczno-Politycznemu Rady Ministrów – półrocznie,
- Radzie Ministrów – rocznie.

Rozstrzygnięcia podejmowane przez ministrów reprezentujących Skarb Państwa w spółkach prawa handlowego, utworzonych w przemyśle węgla kamiennego lub jego otoczeniu, podlegały opiniowaniu przez Pełnomocnika.
Pełnomocnik wykonywał swoje zadania przy pomocy Państwowej Agencji Węgla Kamiennego z siedzibą w Katowicach, która zapewnia obsługę organizacyjną i techniczno-biurową Pełnomocnika.
Pełnomocnik mógł powoływać zespoły o charakterze opiniodawczo-doradczym.
Wydatki związane z działalnością Pełnomocnika były  pokrywane z budżetu państwa, w części dotyczącej Ministerstwa Przemysłu i Handlu.

## Zniesienie urzędu Pełnomocnika
Na podstawie rozporządzenia Rady Ministrów z 1998 r. w sprawie zniesienia Pełnomocnika Rządu do Spraw Realizacji Restrukturyzacji Górnictwa Węgla Kamiennego zlikwidowano urząd Pełnomocnika.